# Daxiangguo-Kloster

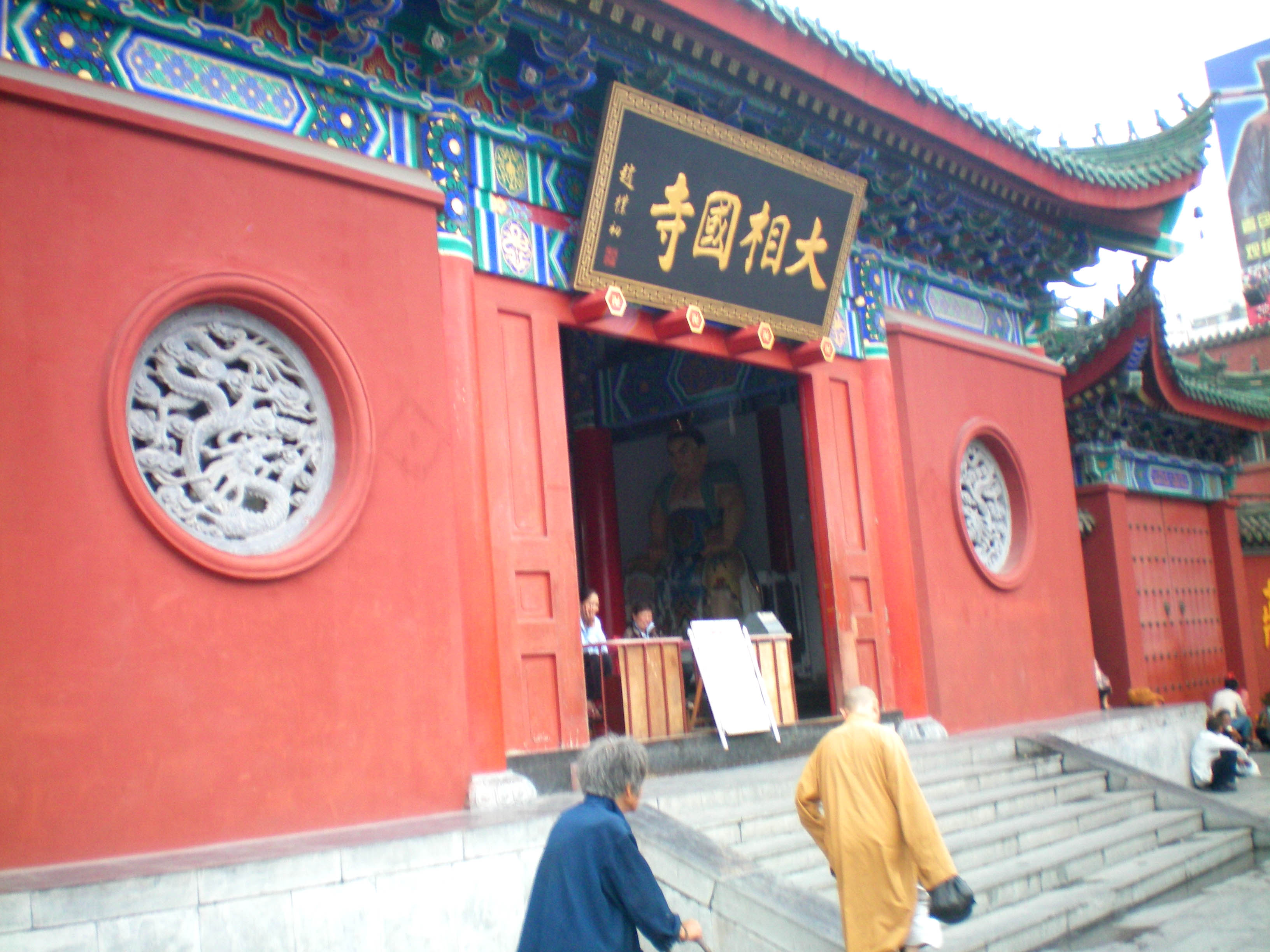
Daxiangguo-Kloster

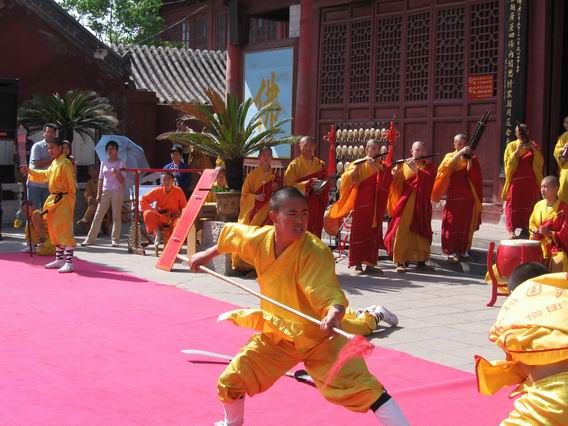
Demonstration einer Form der Shaolin-Kampfkünste im Kloster

Das Daxiangguo-Kloster (chinesisch 大相國寺 / 大相国寺, Pinyin Dàxiāngguó Sì) ist ein berühmter buddhistischer Tempel in Kaifeng im Osten in der chinesischen Provinz Henan, der bis auf die Zeit der Nördlichen Qi-Dynastie zurückgeht.
Die Buddhistische Musik des Tempels steht auf der Liste des immateriellen Kulturerbes der Volksrepublik China (637 II-138 Daxiangguo si fanyue 大相国寺梵乐).